# Hrabstwo Frontier
Hrabstwo Frontier (ang. Frontier County) – hrabstwo w stanie Nebraska w Stanach Zjednoczonych. Obszar całkowity hrabstwa obejmuje powierzchnię 980,08 mil² (2 538,41 km²). Według danych z 2010 r. hrabstwo miało 2 756 mieszkańców. Hrabstwo powstało w 1872 roku, a jego nazwa pochodzi od XIX wiecznego usytuowania tego obszaru na terenach przygranicznych (ang. frontier).

## Sąsiednie hrabstwa
- Hrabstwo Lincoln (północ)
- Hrabstwo Dawson (północny wschód)
- Hrabstwo Gosper (wschód)
- Hrabstwo Furnas (południowy wschód)
- Hrabstwo Red Willow (południe)
- Hrabstwo Hitchcock (południowy zachód)
- Hrabstwo Hayes (zachód)

## Miasta
- Curtis

## Wioski
- Eustis
- Maywood
- Moorefield
- Stockville